# Jackie Brown
Jackie Brown és una pel·lícula del 1997 escrita i dirigida per Quentin Tarantino i protagonitzada per Pam Grier, Robert Forster, Robert De Niro, Samuel L. Jackson, Bridget Fonda i Michael Keaton. Ha estat doblada al català i el guió de Quentin Tarantino va ser publicat en català per l'editorial Empúries (1998) amb traducció de Laura Escorihuela.
El  guió està basat en la novel·la Rum Punch d'Elmore Leonard, tot i que Tarantino va fer considerables canvis tant en la història com en els personatges.
Jackie Brown és un homenatge a les pel·lícules anomenades blaxploitation, gènere cinematogràfic estès a començaments de la dècada dels 70 als Estats Units i protagonitzat per actors afroamericans. L'actriu Pam Grier va ser un dels exponents més destacats del cinema blaxploitation i va ressuscitar cinematogràficament gràcies a la seva interpretació de Jackie Brown que Quentin Tarantino li va donar.
A diferència dels dos primers treballs de Tarantino, Reservoir Dogs i Pulp Fiction, a Jackie Brown no hi ha tanta violència ni l'humor negre que van caracteritzar els seus dos primers treballs. En canvi, hi ha un desenvolupament molt més llarg i definit de tots els personatges. Tot i això, alguns elements si que es repeteixen de les pel·lícules anteriors com són l'ús de la música i els constants diàlegs entre els personatges.

## Argument
Jackie Brown (Pam Grier) és una hostessa de vol que, necessitada de diners, fa de correu per a Robbie (Samuel L. Jackson), un mafiós buscat per la policia. Tot sembla anar bé, fins que un dia és sorpresa a la duana i acusada de tràfic de drogues i evasió. Per evitar ingressar a la presó, la policia només deixa a Jackie una sortida: ajudar-los a arribar fins a Robbie.

## Repartiment
- Pam Grier: Jackie Brown
- Samuel L. Jackson: Ordell Robbie
- Robert Forster: Max Cherry
- Bridget Fonda: Melanie Ralston
- Michael Keaton: Ray Nicolet
- Robert De Niro: Louis Gara
- Chris Tucker: Beaumont Livingston
- Michael Bowen: Mark Dargus
- Lisa Gay Hamilton: Sheronda
- Tom Lister, Jr.: Winston
- Hattie Winston: Simone
- Sid Haig: Judge
- Aimee Graham: Amy
- Diana Uribe: Anita Lopez
- T'Keyah Crystal Keymáh: Raynelle
- Quentin Tarantino (no surt als crèdits): veu al contestador automàtic

## Producció

### Desenvolupament
Després de completar Pulp Fiction (1994), Quentin Tarantino i Roger Avary van adquirir els drets cinematogràfics de les novel·les d'⁣Elmore Leonard Rum Punch, Freaky Deaky i Killshot. Tarantino inicialment tenia previst rodar Freaky Deaky o Killshot i que un altre director fes Rum Punch, però va canviar d'opinió després de rellegir Rum Punch, dient que "es va enamorar" de la novel·la una altra vegada. Killshot es va adaptar posteriorment a una pel·lícula estrenada el 2008, produïda pel productor de Jackie Brown Lawrence Bender.
En adaptar Rum Punch a un guió, Tarantino va canviar l'ètnia del personatge principal de blanc a negre, a més de canviar el seu nom de Burke a Brown, titulant el guió Jackie Brown. Tarantino va dubtar a mostrar els canvis a Leonard, i finalment va parlar amb Leonard quan la pel·lícula estava a punt de començar el rodatge. A Leonard li va encantar el guió, considerant-lo no només la millor de les vint-i-sis adaptacions a la pantalla de les seves novel·les i contes, sinó que també va afirmar que possiblement era el millor guió que havia llegit mai.
El guió de Tarantino va seguir de prop la novel·la de Leonard, incorporant elements d'humor i el ritme característics de Tarantino. El guió també va estar influenciat per les pel·lícules de blaxploitation, però Tarantino va dir que Jackie Brown no és una pel·lícula de blaxploitation.
Jackie Brown fa al·lusió a la carrera de Grier de moltes maneres. El cartell de la pel·lícula s'assembla als de les pel·lícules de Grier Coffy (1973) i Foxy Brown (1974) i inclou cites d'ambdues pel·lícules. La tipografia dels títols inicials de la pel·lícula també es va utilitzar per als de Foxy Brown; part de la música de fons està extreta d'aquestes pel·lícules.
La seqüència d'obertura de la pel·lícula recrea la de The Graduate (1967), en què Dustin Hoffman passa cansat per l'aeroport internacional de Los Angeles passant per rajoles blanques fins a un sobri The Sound of Silence de Simon and Garfunkel. A Jackie Brown, Grier llisca per rajoles blaves al mateix lloc d'una vorera en moviment en la mateixa direcció amb una cançó de música soul altíssima, <nowiki>Across 110th Street de Bobby Womack.

### Càsting
Tarantino volia que Pam Grier interpretés el personatge principal. Anteriorment, va fer una audició pel paper de Jody a "Pulp Fiction", però Tarantino no creia que el públic trobés plausible que Eric Stoltz l'ataqués verbalment. Grier no esperava que Tarantino contactés amb ella després de l'èxit de Pulp Fiction. Quan es va presentar per a Jackie Brown, Tarantino tenia cartells de les seves pel·lícules al seu despatx. Ella li va preguntar si els havia col·locat perquè anava a llegir per a la seva pel·lícula, i ell va respondre que realment estava planejant eliminar-los abans de la seva audició, per evitar que semblés que volia impressionar-la.
Diversos anys després de l'estrena de la pel·lícula, Sylvester Stallone va afirmar que va rebutjar el paper de Louis Gara. Tarantino va considerar Paul Newman, Gene Hackman i John Saxon per al paper de Max Cherry, abans d'escollir Robert Forster.

#### Out of Sight
Mentre Jackie Brown estava en producció, Universal Pictures es preparava per començar la producció de la pel·lícula de 1998 del director Steven Soderbergh Out of Sight, una adaptació de la novel·la homònima de Leonard de 1996 que també compta amb el personatge de Ray Nicolette, i va esperar per veure a qui escolliria Tarantino com a Nicolette per a Jackie Brown. Michael Keaton va dubtar a fer el paper de Ray Nicolette, tot i que Tarantino el volia. Posteriorment, Keaton va acceptar interpretar Nicolette de nou a Out of Sight, sense acreditar, apareixent en una breu escena. Tot i que els drets legals del personatge els tenien Tarantino i Miramax, ja que Jackie Brown s'havia produït primer, Tarantino va insistir que l'estudi no cobrés a Universal per utilitzar el personatge a Out of Sight, permetent l'aparició del personatge sense que Miramax rebés una compensació econòmica.

## Recepció

### Polèmica
Jackie Brown ha atret crítiques pel seu ús de l'insult racial "nigger", que s'utilitza 38 vegades, la més alta de qualsevol pel·lícula de Tarantino fins a Django Unchained (2012) i The Hateful Eight (2015). Durant una entrevista amb Manohla Dargis, Tarantino va dir: "En el moment en què una paraula té tant de poder, segons el meu parer, tothom al planeta hauria de cridar-la. Cap paraula mereix tant de poder". El cineasta Spike Lee va criticar l'ús de la paraula per part de la pel·lícula, i va dir: "No estic en contra de la paraula, i la faig servir, però no excessivament. I algunes persones parlen així. Però, Quentin està embadalit amb aquesta paraula. Què vol? Ser nomenat un home negre honorari? I la fa servir en totes les seves pel·lícules: Pulp Fiction i Reservoir Dogs ... Vull que Quentin sàpiga que tots els afroamericans no pensen que aquesta paraula sigui de moda o elegant." Lee va portar les seves preocupacions als productors de la pel·lícula, Harvey Weinstein i Lawrence Bender.

### Premis
Grier i Jackson van ser nominats als Globus d'Or (Grier a la millor actriu – Comèdia o musical i Jackson al millor actor – pel·lícula musical o comèdia). Forster va ser nominat per a un Oscar al millor actor secundari. La pel·lícula també va ser nominada al prestigiós Gran Premi del Sindicat Belga de Crítics de Cinema. L'any 2008, la pel·lícula va ser seleccionada per la revista Empire com una de les 500 millors pel·lícules de tots els temps, ocupant el lloc 215.
Al 48è Festival Internacional de Cinema de Berlín, Jackson va guanyar l'⁣Ós de Plata al millor actor.